# Chiesa di San Bartolomeo (Varese Ligure)
La chiesa di San Bartolomeo è un luogo di culto cattolico situato nella frazione di Cassego nel comune di Varese Ligure, in provincia della Spezia. L'edificio è sede della parrocchia omonima del vicariato dell'Alta Val di Vara della diocesi della Spezia-Sarzana-Brugnato.

## Storia e descrizione
Già dipendente della parrocchia di San Pietro in Comuneglia, e in seguito di San Lorenzo in Scurtabò, la comunità parrocchiale di Cassego fu smembrata dal 7 gennaio 1837 dal cardinale e arcivescovo di Genova Placido Maria Tadini. I suoi antichi registri parrocchiali andarono distrutti negli eventi bellici della seconda guerra mondiale.